# Mount Maguire
Mount Maguire är ett berg i Antarktis. Det ligger i Östantarktis. Australien gör anspråk på området. Toppen på Mount Maguire är 1 101 meter över havet.
Terrängen runt Mount Maguire är huvudsakligen lite kuperad. Trakten är obefolkad. Det finns inga samhällen i närheten.